# Real Jardín Botánico Alfonso XIII
El Real Jardín Botánico Alfonso XIII es un jardín botánico de 50 000 m² de extensión, en la Universidad Complutense de Madrid en la Comunidad de Madrid. 

## Localización
Real Jardín Botánico Alfonso XIII Avenida Complutense s/n. Universidad Complutense de Madrid, Comunidad de Madrid España.
Metro: Ciudad Universitaria (L-6)
EMT: 82, U, G.
La entrada es libre y gratuita.

## Historia
El proyecto original de la Ciudad Universitaria de Madrid realizado en 1927 por encargo de Alfonso XIII, planteó ya la necesidad de destinar un espacio central a la investigación y divulgación botánica. En el primer proyecto, encargado al arquitecto Modesto López de Otero, quedaba previsto este espacio, estratégicamente situado entre las Facultades de Farmacia y Ciencias, a las que debía de dar servicio.
Hubo proyectos posteriores, como el debido al arquitecto Luis Iglesias Martí, ideado en 1992, pero fue preciso esperar hasta el año 1997 para que la idea quedara plasmada en el diseño de Gil-Albert.
En otoño de 2001 la Ciudad Universitaria vio realizado un proyecto bosquejado desde los primeros esbozos de su diseño. El Real Jardín Botánico Alfonso XIII, denominado así en honor al monarca impulsor de la ciudad universitaria y que de una manera expresa alentó a la creación de este espacio botánico, se sitúa entre las Facultades de Farmacia y Ciencias Biológicas.
Sobre un diseño del Doctor Ingeniero Agrónomo Fernando Gil-Albert la estructura de este espacio está recorrida por una avenida donde están representados árboles típicos de la región mediterránea. De este paseo parten dos sendas, una con familias de arbustos de la península ibérica y la otra dedicada a las colecciones de coníferas. Dos semicírculos rodean la glorieta central. La parte izquierda corresponde a un huerto con las especies cultivadas más representativas de la zona. A su lado hay una selección de plantas usadas tradicionalmente con fines medicinales. La zona oeste sigue el curso de un arroyo que termina en una lámina de agua, en la que emergen sucesivamente un pequeño chorro y un gran géiser.

## Colecciones

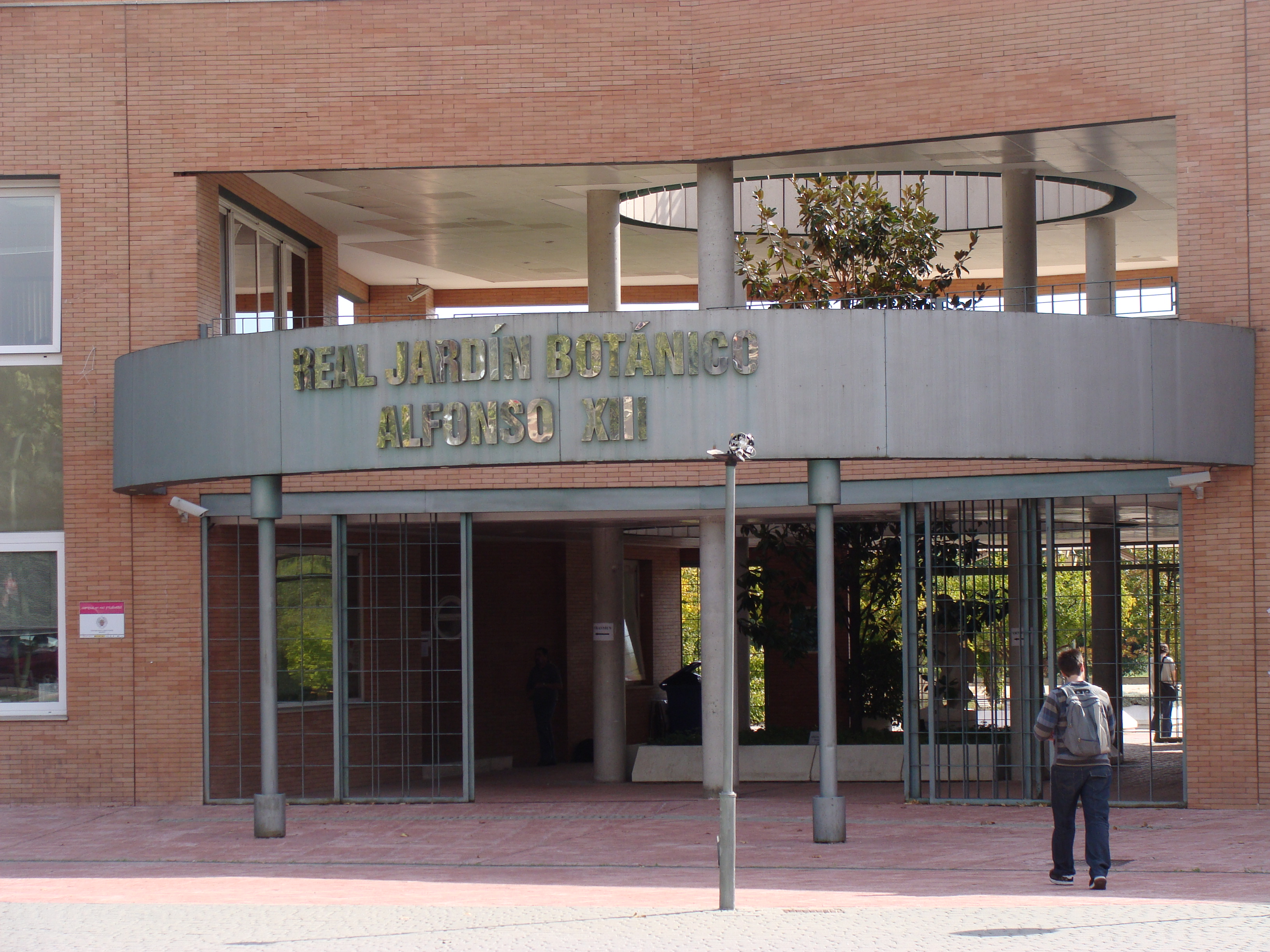
Entrada del Real Jardín Botánico Alfonso XIII

Alberga más de 1000 especies vegetales y las colecciones existentes actualmente se agrupan en:
- Flora regional
- Bosque de ribera
- Pinar de Pinus sylvestris.
- Colección de coníferas
- Fagáceas
- Frondosas
- Huerto
- Lámina de agua, con plantas acuáticas y de humedales

## Actividades
Entre sus actividades tiene como meta principal la pedagógica, con enfoque en la educación medioambiental y servir de vivero para los proyectos de investigación en la universidad.
Durante algunos veranos, se han realizado conciertos en la plaza central del recinto, con festivales como el Madgarden Festival, con un aforo de hasta 2900 personas.